# Circunferencia exinscrita
Una circunferencia exinscrita a un triángulo es una circunferencia tangente a uno de los lados del triángulo y a las prolongaciones de los otros dos.
Al centro de la circunferencia exinscrita se le llama exincentro. Se pueden trazar tres circunferencias exinscritas para cada triángulo.

## Definición

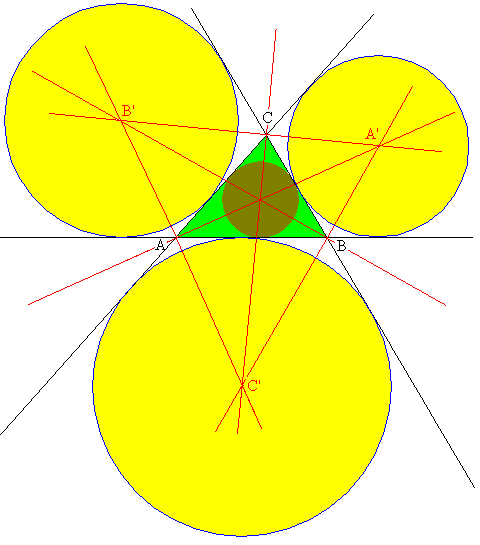

Sea ABC un triángulo (en verde en la figura). Tracemos sus lados, considerados como rectas (en negro). Las bisectrices interiores y exteriores (en rojo) se intersecan en cuatro puntos: uno es el centro del círculo inscrito (en pardo), y los demás son centros de los círculos exinscritos (en amarillo). Estos últimos están "inscritos" en el sentido de que son tangentes simultáneamente a los tres lados, y se hallan al exterior del triángulo, de ahí su apelación.
Cada pareja de bisectrices exteriores, y por consecuencia la prolongación de la otra interior, se cortan en un exincentro (como se observa en la figura), que son el centro, respectivamente, de cada una de las tres circunferencias tangentes a un lado y a la prolongación de los otros dos.
Para demostrar que dos bisectrices exteriores de dos ángulos de un triángulo y la bisectriz interna del tercer ángulo concurren tomemos, por ejemplo, la bisectriz interior en A y las exteriores en B y C:
- Primero constatamos que no pueden ser paralelas, porque los lados del triángulo no lo son.
- En segundo lugar consideremos la intersección de las dos bisectrices procedentes de B y C. Este punto, A', es por definición equidistante de los lados (AB) y (CB) por una parte, y de (AC) y (BC) por otra, por lo tanto es equidistante de (CA) y (BA), luego pertenece a una bisectriz procedente de A. No puede ser la bisectriz exterior que se halla fuera del sector angular BAC mientras que A' está dentro, por lo tanto es la bisectriz interior.

Por lo anterior, el punto A' es equidistante de los tres lados (AB), (AC) y (BC). Sea d esta distancia común. Entonces el círculo de centro A' y de radio d es tangente a los tres lados del triángulo ABC.

## Propiedades
- Una circunferencia exinscrita está en el exterior de un triángulo, excepto el punto de tangencia que pertenece , exactamente. a uno de los lados del triángulo.

- Las bisectrices exteriores e interiores son normales entre sí.
- A las circunferencias exinscritas y la circunferencia inscrita se les llama circunferencias tritangentes al triángulo.
- Las bisectrices interiores son las alturas del triángulo A'B'C' en la figura anterior, lo que permite encontrar el triángulo inicial a partir de los tres círculos exinscritos.

## Radios
A continuación el valor del  radio de cada circunferencia exinscrita:
- {\displaystyle r_{a}={\sqrt {\frac {p(p-b)(p-c)}{p-a}}}}

- {\displaystyle r_{b}={\sqrt {\frac {p(p-a)(p-c)}{p-b}}}}

- {\displaystyle r_{c}={\sqrt {\frac {p(p-b)(p-a)}{p-c}}}}[2]

## Exincentro
El exincentro es el centro de una circunferencia exinscrita;  es la intersección de las bisectrices  de cualesquiera dos de los tres ángulos exteriores y la bisectriz interior del ángulo opuesto del lado tangente de un triángulo. Todo triángulo posee tres exincentros, uno en el trapecio infinito exterior de cada lado..

La circunferencia inscrita y las tres circunferencias exinscritas trazadas a partir de los exincentros.

Desde él, se puede trazar una circunferencia que es tangente a un lado y la prolongación de los otros dos.
Como consecuencia de que la circunferencia es tangente a las prolongaciones de los lados, la distancia mayor desde el vértice a los puntos de tangencia son iguales y sumadas equivalen al perímetro del triángulo.

### Características
- El exincentro siempre está fuera del triángulo.
- El exincentro es centro de la circunferencia exinscrita.
- También pasa por el exincentro la bisectriz interior opuesta al lado al que es tangente la circunferencia exinscrita.